# Agabos
Agabos, Agabus – postać biblijna z Nowego Testamentu.
Prorok chrześcijański z Jerozolimy, który przepowiedział Kościołowi w Antiochii, że nadchodzi wielki głód. Później ostrzegł Pawła, że jeśli uda się on do Jerozolimy, zostanie uwięziony. Pojawia się w Dz 11, 27-30; 21, 7-14. Zaliczany do grona Siedemdziesięciu dwóch wysłańców Jezusa Chrystusa
Jego wspomnienie obchodzone jest 8 kwietnia.